# Euchromius rayatellus
Euchromius rayatellus — вид лускокрилих комах родини вогнівок-трав'янок (Crambidae).

## Поширення
Вид поширений в Південній Європі і Західній Азії. Зафіксований у Франції, Італії, Греції, Болгарії, Україні, Росії, Туреччині, Афганістані, Йорданії, Ірані, Іраку, Сирії та Ізраїлі.